# Beekman Tower
De Beekman Tower, ook bekend als Beekman Place of The Beekman of 8 Spruce Street, is een wolkenkrabber in de Amerikaanse stad New York. Het gebouw is ontworpen door Frank Gehry en staat net ten zuiden van de Brooklyn Bridge. De bouw van de woontoren, die staat aan 8 Spruce Street, begon in 2006 en werd in 2011 voltooid door de Kreisler Borg Florman General Construction Company.

## Ontwerp
De Beekman Tower is tot het hoogste punt 891 voet (271,27 meter) hoog; de officiële hoogte is echter 870 voet (265,18 meter). De hoogste verdieping bereikt 252,09 meter. Het gebouw heeft een vloeroppervlakte van in totaal 102.193 vierkante meter en telt 76 bovengrondse etages, plus 1 ondergrondse verdieping.
Het gebouw biedt plaats aan 903 appartementen, met een grootte van 46 tot 149 vierkante meter. Een bakstenen onderbouw van zes verdiepingen huisvest onder andere een school en 1.208 vierkante meter aan detailhandel. Een ondergrondse parkeergarage van 2.415 vierkante meter geeft plaats aan 175 auto's.
De Beekman Tower is in deconstructivistische stijl ontworpen door Frank Gehry van Gehry Partners, LLP. Het heeft een T-vormige plattegrond, die, naarmate het gebouw hoger wordt, meerdere malen kleiner wordt. De roestvaststalen gevel van het gebouw wordt gekenmerkt door vouwen, die de appartementen van erkers voorzien.

## Afbeeldingen

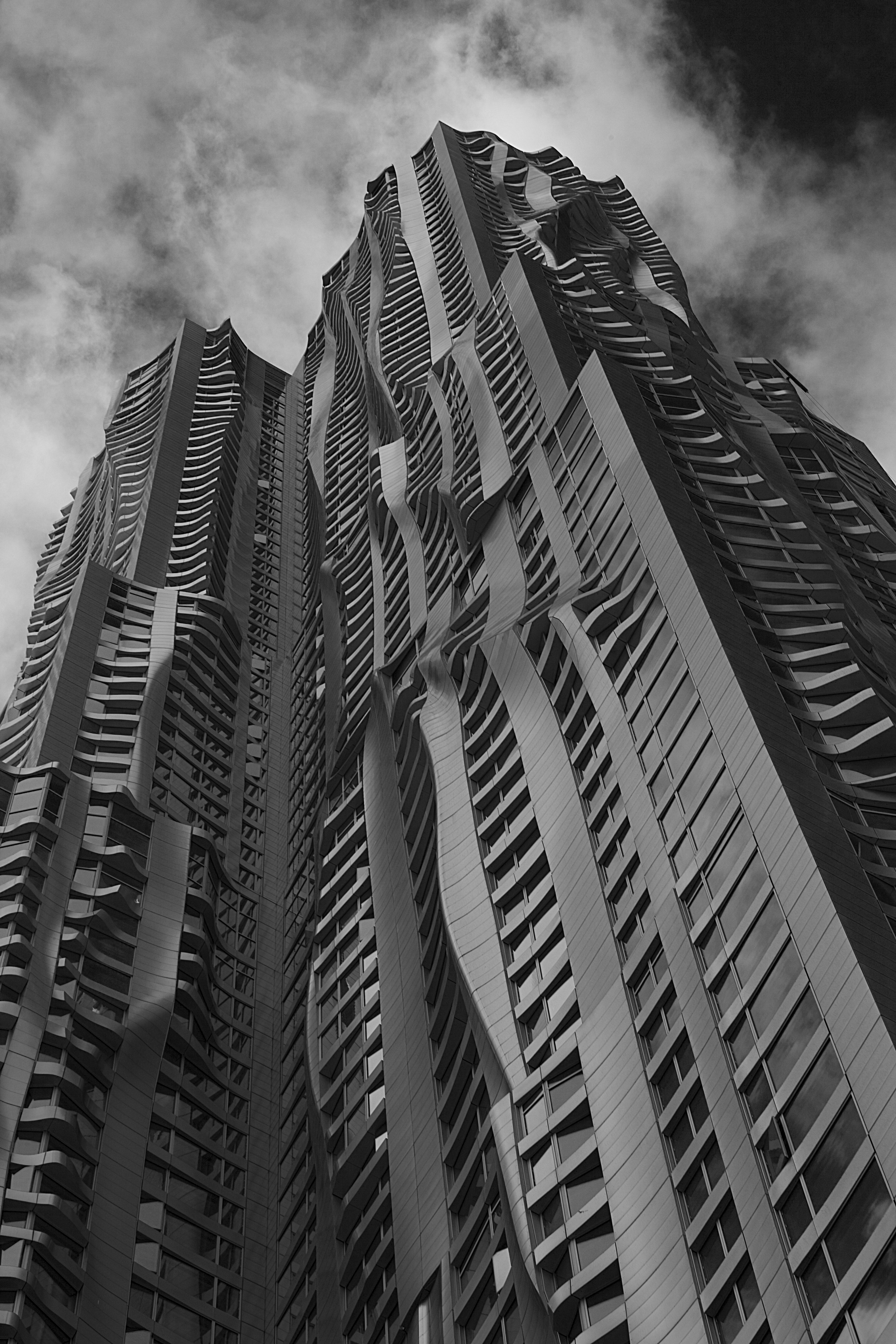
De voorgevel
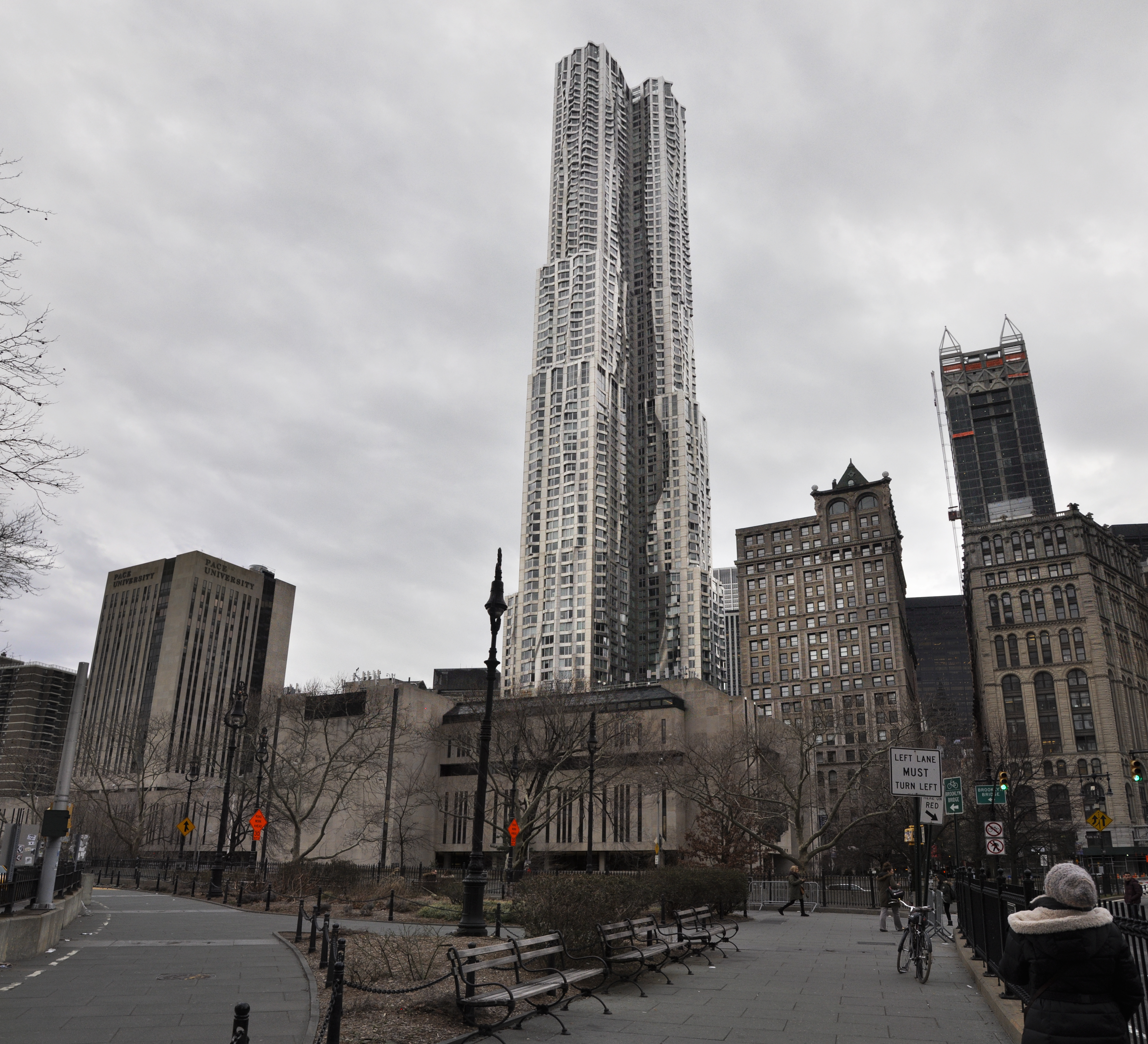
In februari 2016 vanaf de zuidkant van Brooklyn Bridge
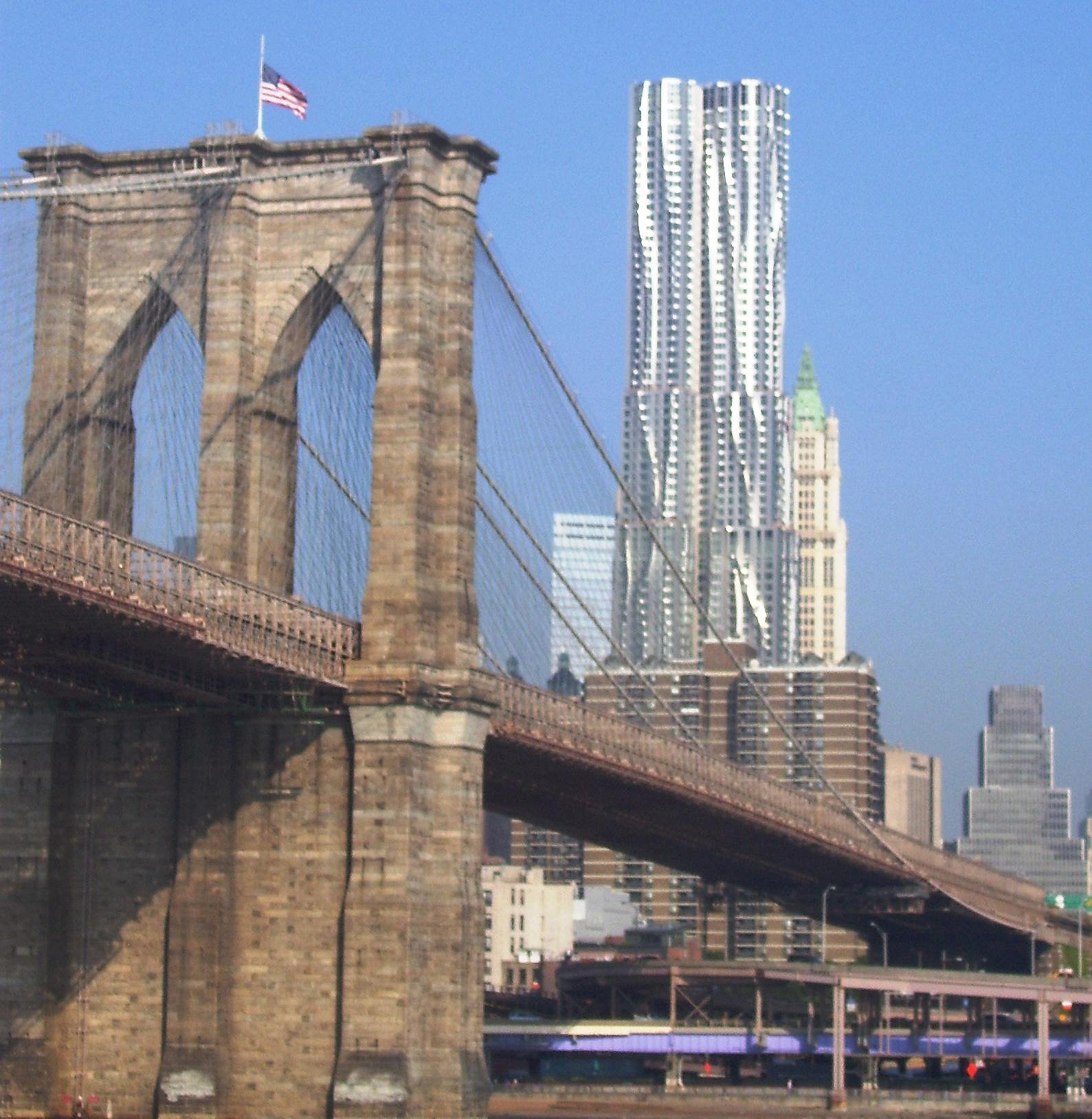
Brooklyn Bridge en de Beekman Tower
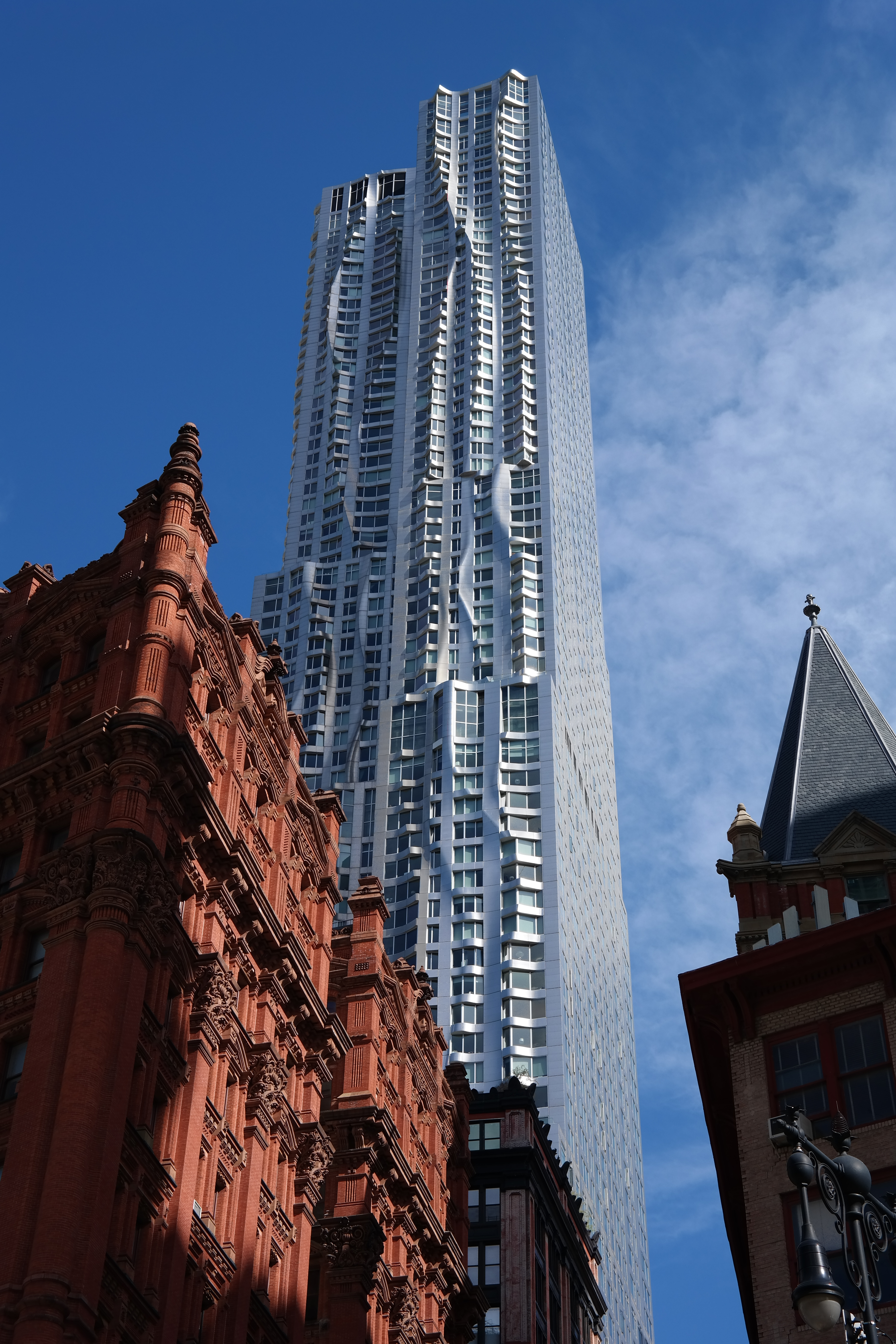
Oprijzend vanachter de omringende 19e-eeuwse bebouwing